# Gusslan
Gusslan med Gusslans kobben i norr är ett skär i Åland (Finland). Det ligger i Skärgårdshavet och i kommunen Kökar i landskapet Åland, i den sydvästra delen av landet. Ön ligger omkring 48 kilometer öster om Mariehamn och omkring 230 kilometer väster om Helsingfors.
Öns area är 2,3 hektar och dess största längd är 270 meter i sydöst-nordvästlig riktning. Trakten är glest befolkad. Närmaste större samhälle är Kökar, 14,0 km söder om Gusslan.

## Klimat
Inlandsklimat råder i trakten. Årsmedeltemperaturen i trakten är 6 °C. Den varmaste månaden är augusti, då medeltemperaturen är 16 °C, och den kallaste är januari, med −5 °C.